# Carcharhinus sealei
Espèce
Statut de conservation UICN

 NT  : Quasi menacé
Répartition géographique
Carcharhinus sealei est un requin tropical de l'océan Indien et du Pacifique ouest, de la surface à 40 m de fond. Il atteint 1 m.